# Petaurus norfolcensis
Petaurus norfolcensis é uma espécie de possum planador, da família Petauridae. É uma das seis espécies do género Petaurus, e tal como a maioria destas, é endémica da Austrália.
Tem o dobro do tamanho de uma espécie relacionada, Petaurus breviceps. Alimenta-se de fruta e insectos. Podem planar até 15 metros, de árvore em árvore. Em cativeiro não têm o hábito de planar.
Duas espécies similares são: Petaurus breviceps e Petaurus gracilis.